# Патън (филм)
„Патън“ (на английски: Patton) е американски епичен, биографичен, военен филм от 1970 г. за американския Генерал Джордж С. Патън по време на Втората световна война. В него участват Джордж Скот като Патън и Карл Молдън като генерал Омар Брадли и е режисиран от Франклин Шафнър по сценарий на Франсис Форд Копола и Едмънд Норт, които базират своя сценарий на „Патън:Изпитание и триумф“ от Ладислас Фараго и мемоарите на Брадли „Историята на един войник“.

## Сюжет
Внимание:  Текстът по-долу разкрива сюжета на произведението (или части от него)!
Генерал Джордж С. Патън се обръща към невидима публика от американски войници, подчертавайки значението, което американците придават на моделите за победа, както и собствените си изисквания хората му да победят врага, като работят и се бият в екип.
В първата си среща с Германски африкански корпус при Касерин, II корпус е унизително победен от генерал Ервин Ромел, когото Патън оценява високо като уважаван съперник. В резултат на това Патън е поставен да командва II корпус и незабавно започва да насажда дисциплина сред своите неизпитани войски. Наред с лошото състояние на американските войници във II корпус, Патън идентифицира и упоритостта на своя британски колега, генерал Бърнард Монтгомъри непрекъснато подкопава американските сили, за да монополизира военната слава. Шансът на Патън да докаже своята стойност идва в последвалата битка при Ел Гетар, където Патън побеждава настъпващите германски сили.
Евентуалната победа на съюзниците в Северна Африка подтиква Патън и Монтгомъри да измислят конкурентни планове за нахлуването в Сицилия. Планът на Патън, съставен въз основа на Пелопонеската война, подчертава стратегическото значение на Сиракуза, ако паднеше на окупационна сила, италианците със сигурност щяха да се оттеглят. Патън предлага Монтгомъри да превземе Сиракуза, докато той ще кацне близо до Палермо, след което ще превземе Месина, за да пресече изтеглянето. Въпреки че планът първоначално впечатлява генерал Александър, на когото Патън и Монтгомъри докладват, генерал Айзенхауер го отхвърля в полза на по-предпазливия план на Монтгомъри двете армии да кацнат рамо до рамо на югоизток, като по същество прехвърлят Патън да охранява левия фланг на британското настъпление. Инвазията продължава, въпреки че след освобождаването на Сиракуза италианците бягат към континенталната част на Италия, но оставят зад себе си ариергард, който пречи на британските и американските сили. Ядосан от липсата на напредък, Патън се насочва на запад и превзема Палермо, преди да победи Монтгомъри до Месина. Откровената агресия на Патън не се харесва на подчинените му Омар Брадли и Лучиан Трускот. По време на посещение в полева болница, Патън забелязва войник, който плаче от контузии. Предполагайки, че войникът всъщност не е физически ранен, Патън удря шамар на войника и заплашва да го застреля заради страхливостта му и настоява той да се върне на фронтовата линия. Айзенхауер изисква Патън да се извини на цялото си командване за кавгата. Въпреки че Патън се подчинява, той е изумен да разбере, че Брадли, а не той, е получил командването на американските сили, подготвящи се за нахлуването във Франция.
С нахлуването в Нормандия, което трябва да започне, Патън е поставен начело на измислената Първа армейска група на Съединените щати като примамка в Лондон, съюзническият консенсус вярва, че присъствието му в Англия ще покаже на германците, че той ще ръководи нахлуването в Европа. По време на военна кампания в Натсфорд, Патън открито отбелязва, че следвоенният свят ще бъде доминиран от британско и американско влияние, което се възприема като пренебрежение към Съветския съюз. Въпреки че Патън възразява, че е направил нещо нередно, ситуацията вече е изпусната от неговия контрол. Решението да го изпрати у дома или да го задържи в Англия е на генерал Джордж Маршал. Въпреки че не присъства по време на Десанта в Нормандия, Патън получава командването на Трета армия от генерал Брадли, сега негов началник. Под ръководството на Патън Трета армия помита брилянтно цяла Франция, но неочаквано е спряна, когато доставките са пренасочени към амбициозната операция „Маркет Гардън“ на Монтгомъри.
По време на битката при Арденска офанзива Патън измисля план за освобождаване на блокираната 101-ва въздушнодесантна дивизия в Бастон, което прави, преди да пробие линията Зигфрид и да влезе в Германия.
В крайна сметка Германия капитулира, въпреки че откровеността на Патън му навлича отново беда, когато сравнява американската политика с нацизма. Въпреки че отново губи командването си, Патън остава да види възстановяването на Германия в следвоенния период. В последната сцена Патън се вижда да разхожда Уили, своя бултериер. Чува се гласът на Патън: „Повече от хиляда години римските завоеватели, завръщащи се от войните, се радваха на честта на триумф - бурен парад. В шествието идваха тръбачи и музиканти и странни животни от завладените територии, заедно с каруци, натоварени със съкровища и пленено въоръжение. Завоевателят се возеше в триумфална колесница, а зашеметените затворници вървяха във вериги пред него. Понякога децата му, облечени в бели дрехи, стояха с него в колесницата или яздеха след нея. Един роб стоеше зад победителя, държеше златна корона и шепнеше в ухото му предупреждение: че всяка слава... е мимолетна.“

## В ролите
| Актьор         | Роля                                |
| -------------- | ----------------------------------- |
| Джордж Скот    | генерал Джордж Патън                |
| Карл Молдън    | генерал Омар Брадли                 |
| Дейвид Бауер   | генерал-лейтенант Хари Бъфорд       |
| Едуард Бинс    | генерал-лейтенант Уолтър Бедел Смит |
| Джон Дусет     | генерал-майор Лучиан Трускот        |
| Майкъл Стронг  | бригаден генерал Хобарт Карвър      |
| Питър Баркуорт | полковник Джон Уелкин               |
| Лорънс Добкин  | полковник Гастон Бел                |
| Пол Стивънс    | подполковник Чарлз Р. Кодман        |
| Морган Пол     | капитан Ричард Н. Дженсън           |

## Продукция
Лий Марвин, Бърт Ланкастър, Джон Уейн, Робърт Мичъм и Род Стайгър отказават ролята на Патън.  Стайгър по-късно казва, че това е най-голямата му грешка.  Чарлтън Хестън е обмислян за ролята на Омар Брадли, преди Карл Молдън да бъде избран. 

## Награди и номинации
Филмът получава 7 награди „Оскар“ с 10 номинации, включително „Оскар“ за най-добър филм, „Оскар“ за най-добър режисьор, „Оскар“ за най-добра мъжка роля, „Оскар“ за най-добър оригинален сценарий. Удостоеният с наградата за най-добър актьор Джордж Скот не се явява на церемонията и не взима статуетката.
През 2003 година филмът е избран и включен като културно наследство за опазване в Националния филмов регистър към Библиотеката на Конгреса на САЩ. 
Филмът е поставен от Американския филмов институт в някои категории както следва:
- АФИ 100 години... 100 филма – #89
- АФИ 100 години... 100 герои и злодеи – Генерал Джордж С. Патън – герой #29